# Oedina pendens
Oedina pendens är en tvåhjärtbladig växtart som först beskrevs av Engl. & Krause, och fick sitt nu gällande namn av R.M. Polhill & D. Wiens. Oedina pendens ingår i släktet Oedina och familjen Loranthaceae. Inga underarter finns listade i Catalogue of Life.